# Kleinscherkenbach
Kleinscherkenbach ist eine Ortschaft in der Gemeinde Wipperfürth im Oberbergischen Kreis im Regierungsbezirk Köln in Nordrhein-Westfalen (Deutschland).

## Lage und Beschreibung
Der Ort liegt im Süden der Stadt Wipperfürth. Am östlichen Ortsrand entspringt ein Nebengewässer des Pasbaches. Nachbarorte sind Sonnenberg, Roppersthal, Großscherkenbach und Agathaberg.
Politisch wird Kleinscherkenbach durch den Direktkandidaten des Wahlbezirks 14.1 (141) Agathaberg im Rat der Stadt Wipperfürth vertreten.

## Geschichte
1413 wird der Ort erstmals unter der Bezeichnung „Scherkenbach“ in Abrechnungen über die Akzise-Hebung der Bergischen Ämter genannt. Die Karte Topographia Ducatus Montani aus dem Jahre 1715 zeigt an der Stelle von Kleinscherkenbach einen als „Freyhhof“ markierten Hof und bezeichnet ihn mit „Scherckenbecke“. Die Topographische Aufnahme der Rheinlande von 1825 zeigt auf umgrenztem Hofraum unter dem Namen „Kl. Scherkenbek“ einen Grundriss. Ab der topografischen Karte von 1894 bis 1896 wird der heute gebräuchliche Ortsname Kleinscherkenbach verwendet.
Aus dem Jahre 1860 stammt ein im Ortsbereich befindliches Wegekreuz aus Sandstein.

## Busverbindungen
Über die Haltestelle Roppersthal der Linie 332 (VRS/OVAG) ist Kleinscherkenbach an den öffentlichen Personennahverkehr angebunden.